# 発情女子学生/SEXリーダー
『発情女子学生/SEXリーダー』（別邦題：GO!GO!チアガール/突撃お色気大作戦、SEX♥アフタースクール チアガール(秘)課外レッスン、原題：The Cheerleaders、英国劇場版タイトル：The 18 Year Old Schoolgirls) は、1973年にPaul Glicklerが監督し、Stephanie FondueとDenise Dillawayが出演したコメディ映画。

## あらすじ
高校のチアリーダーたちが、相手チームの選手とセックスして疲れさせ、まともにフットボールができないようにし、自分たちのチームを前代未聞の連戦連勝に導く。

## キャスト
- ジーニー（Jeannie） - Stephanie Fondue[注釈 1]
- クラウディア - Denise Dillaway
- ボニー - Jovita Bush
- スージー - Sandy Evans
- Patty - キム・スタントン（Kim Stanton）
- Brandy Woods
- ノヴィ（Novi) - ラオール・ホフナン（Raoul Hoffnung）
- Norm - Jonathan Jacobs
- ジョン - リチャード・ミートホイッスル（Richard Meatwhistle）
- Coach Gannon - パトリック・ライト
- チアリーダー - ヤヌス・ブライス（英語版）

## 製作

### 撮影
本作は1972年の夏、カリフォルニア州クパチーノ市とサニーベール市で撮影された。高校のシーンは、カリフォルニア州クパチーノにあるモンタビスタ高校で撮影された。モンタビスタ高校の経営陣は、本作の過激な要素やテーマについて知らなかったと主張している。エキストラのフットボール選手の多くは、この2つの都市の地元高校の卒業生である。
映画の中でホームチームのアマロサ高校の赤いユニフォームは、カリフォルニア州サニーベールのフリーモント高校の同年の実際のユニフォームである。エキストラの一人に、後にロサンゼルス・ラムズでプロのフットボール選手として活躍したカール・エカーンがいたことが確認されている。彼は映画製作当時、サンノゼ州立大学の学生フットボール選手だった。

## 続編
本作の興行的成功は、1970年代に一連の続編を生み出すことになった。ジャック・ヒル監督の『The Swinging Cheerleaders』（1974年）、リチャード・ラーナー監督の『Revenge of the Cheerleaders』（1976年）、ジェフ・ワーナー監督の『The Great American Girl Robbery』（1979年、別名『チアリーダーズ ワイルド・ウィークエンド』）と続いた。

## 参照
- 1973年のアメリカ合衆国の映画の一覧（英語版）